# Brian Jones (poète)
Pour les articles homonymes, voir Brian Jones et Jones.
Brian Jones, né le 10 décembre 1938 à Islington et mort le 25 juin 2009 au Havre, est un poète britannique.

## Biographie
Le premier recueil de poésies important de Jones, simplement intitulé Poems, composé de son ouvrage The Madman in the Reading Room et de trente-sept autres poèmes, publié en 1966, est un succès littéraire. Ces poèmes traitent à la fois du bonheur et du mal-être qui sont présents sous la surface de ce qui semble être le mode de vie placide de la classe moyenne. Tout ceci écrit dans un style alors très populaire dans les années 1950 et 1960, vaut à Jones d'être décrit comme « certainement l'un des meilleurs praticiens de cette veine redondante ».
Deux des poèmes pour enfants les plus populaires de Jones sont About Friends et How to catch tiddlers.

## Œuvres
- 1966 : Poems
- 1968 : A Family Album
- 1969 : Interior
- 1970 : The Mantis Hand and Other Poems
- 1978 : The Island Normal
- 1985 : Children of Separation
- 1990 : Freeborn John

## Honneurs et récompenses
- 1967 : Cholmondeley Award
- 1968 : Eric Gregory Award